# Ria (flodmynning)

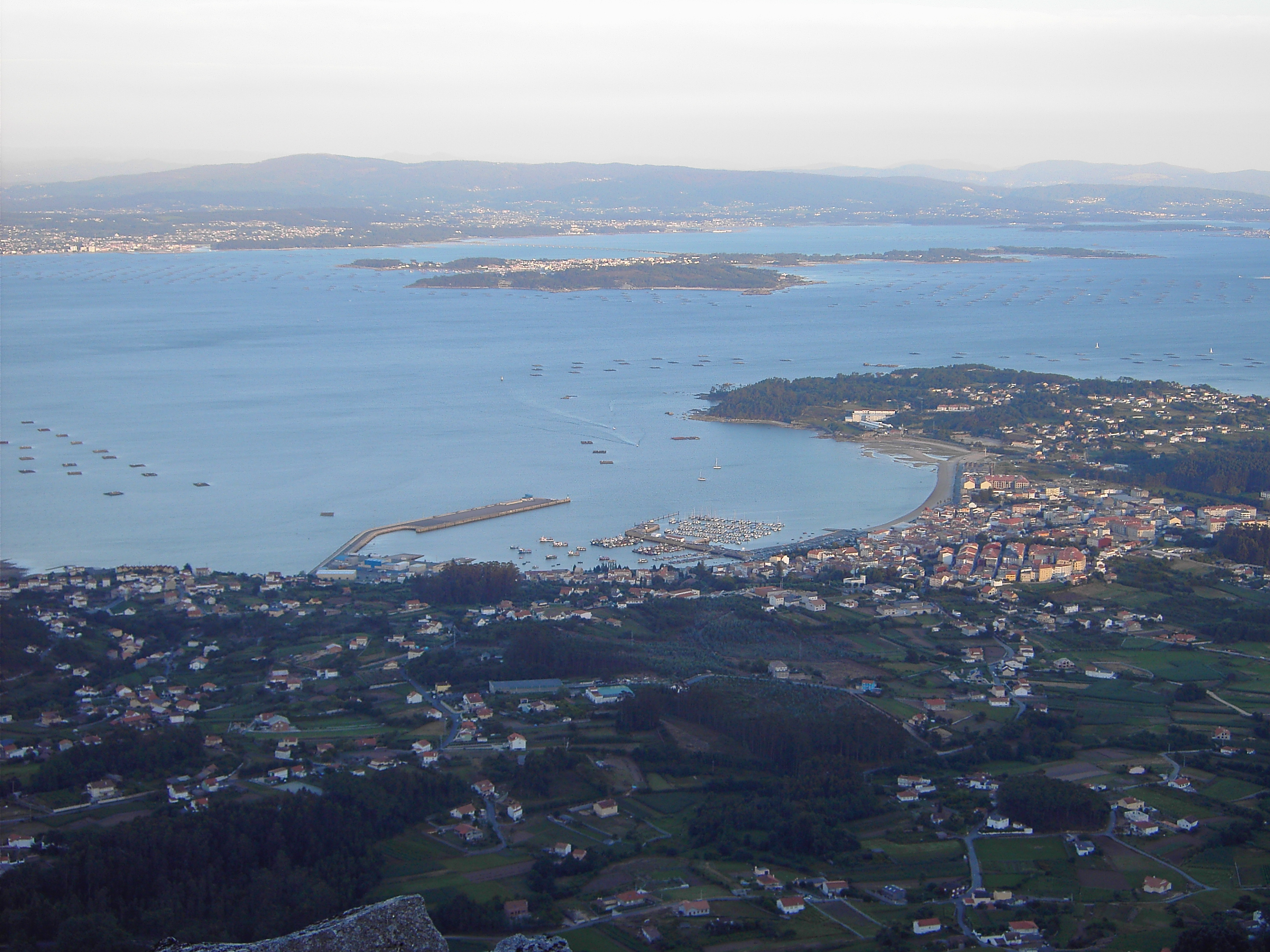
A ría de Arousa, Spaniens största ria.

Ria är en typ av flodmynning. Rior är krokiga eller kilformiga vikar vid diskordanta kuster, liksom fjordarna under havet sänkta dalar, som vidgats genom havets erosion. Namnet tog Ferdinand von Richthofen från spanska nordvästkusten, där långsträckta, om dalar erinrande vikar med breda mynningar tränger ända till 30 kilometer in i landet. Det lokala ordet är ría (på galiciska och spanska) och är en variant av ordet för flod, río. 
Rior har i allmänhet mindre utsträckning än fjordarna och skiljer sig från dem genom sin jämna botten, eftersom de finns på kuster, som under istiden inte var täckta av inlandsisen. De saknar därför också i regel den för fjordarna utmärkande bottentröskeln utanför mynningen. Öar förekommer, men i mindre omfattning än i fjordarna. Typiska riakuster har Galicien i Spanien, Bretagne, västra Korsika, sydvästra Irland, Brasiliens östkust i närheten av Rio de Janeiro samt Kinas sydkust söder om 30:e breddgraden.